# Desidae
Famille
Synonymes
- Amphinectidae Forster & Wilton, 1973

Les Desidae sont une famille d'araignées aranéomorphes.

## Distribution

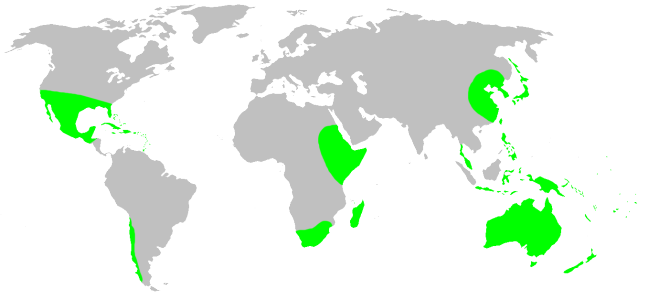
Distribution

Les espèces de cette famille se rencontrent en Océanie, en Asie, en Amérique et en Afrique.

## Habitat
Ce sont des araignées à l'habitat très particulier : elles vivent dans la zone intertidale. 

## Description
La plupart des espèces sont d'apparence sombre. Elles ont des filières très allongées.  

## Paléontologie
Cette famille est connue depuis le Paléogène.

## Liste des genres
Selon World Spider Catalog (version 24, 01/06/2023) :
- Akatorea Forster & Wilton, 1973
- Amphinecta Simon, 1898
- Austmusia Gray, 1983
- Badumna Thorell, 1890
- Baiami Lehtinen, 1967
- Bakala Davies, 1990
- Barahna Davies, 2003
- Buyina Davies, 1998
- Calacadia Exline, 1960
- Cambridgea L. Koch, 1872
- Canala Gray, 1992
- Cedicoides Charitonov, 1946
- Cedicus Simon, 1875
- Cicirra Simon, 1886
- Colcarteria Gray, 1992
- Corasoides Butler, 1929
- Cunnawarra Davies, 1998
- Desis Walckenaer, 1837
- Dunstanoides Forster & Wilton, 1989
- Epimecinus Simon, 1908
- Forsterina Lehtinen, 1967
- Goyenia Forster, 1970
- Helsonia Forster, 1970
- Holomamoea Forster & Wilton, 1973
- Huara Forster, 1964
- Ischalea L. Koch, 1872
- Jalkaraburra Davies, 1998
- Keera Davies, 1998
- Lathyarcha Simon, 1908
- Magua Davies, 1998
- Makora Forster & Wilton, 1973
- Mamoea Forster & Wilton, 1973
- Mangareia Forster, 1970
- Maniho Marples, 1959
- Manjala Davies, 1990
- Matachia Dalmas, 1917
- Mesudus Özdikmen, 2007
- Metaltella Mello-Leitão, 1931
- Namandia Lehtinen, 1967
- Nanocambridgea Forster & Wilton, 1973
- Neororea Forster & Wilton, 1973
- Notomatachia Forster, 1970
- Nuisiana Forster & Wilton, 1973
- Oparara Forster & Wilton, 1973
- Panoa Forster, 1970
- Paracedicus Fet, 1993
- Paramamoea Forster & Wilton, 1973
- Paramatachia Dalmas, 1918
- Penaoola Davies, 1998
- Phryganoporus Simon, 1908
- Pitonga Davies, 1984
- Poaka Forster & Wilton, 1973
- Porteria Simon, 1904
- Quemusia Davies, 1998
- Rangitata Forster & Wilton, 1973
- Rapua Forster, 1970
- Reinga Forster & Wilton, 1973
- Rorea Forster & Wilton, 1973
- Syrorisa Simon, 1908
- Tanganoides Davies, 2005
- Taurongia Hogg, 1901
- Tuakana Forster, 1970
- Waterea Forster & Wilton, 1973

## Systématique et taxinomie
Cette famille a été décrite par Pocock en 1895.
La composition de cette famille a été modifiée par Wheeler et al. en 2017 : les Amphinectidae ont été inclus et les Toxopidae exclus.
Cette famille rassemble 323 espèces dans 63 genres.

## Publication originale
- Pocock, 1895 : « Description of two new spiders obtained by Messrs J. J. Quelch and F. MacConnel on the summit of Mount Roraima, in Demerara; with a note upon the systematic position of the genus Desis. » Annals and Magazine of Natural History, sér. 6, vol. 16, p. 139-143 (texte intégral).